# Còssifa de Mbulu
El còssifa de Mbulu (Dessonornis mbuluensis; syn: Cossypha anomala mbuluensis) és un ocell paseriforme de la família dels muscicàpids. Es troba únicament a les terres altes de Mbulu, al centre-nord de Tanzània, on és endèmic. El seu hàbitat principal són els boscos tropicals i subtropicals de frondoses humits de l'estatge montà. El seu estat de conservació és considerat de risc mínim.

## Taxonomia
Segons el Handook of the Birds of the World i la quarta versió de la BirdLife International Checklist of the birds of the world (Desembre 2019), aquest tàxon estaria classificat dins del gènere Dessonornis, on se'l consideraria pròpiament una espècie. Tanmateix, altres obres taxonòmiques, com la llista mundial d'ocells del Congrés Ornitològic Internacional (versió 11.2, juliol 2021), el consideren una subespècie del còssifa olivaci (Cossypha anomala mbuluensis). De fet, no reconeixen el gènere Dessonornis i consideren tots els tàxons que el componen dins del gènere Cossypha.